# گورستان گنج‌آباد ۱
قبرستان گنج‌آباد ۱ مربوط به سده‌های متاخر دوران‌های تاریخی پس از اسلام است و در شهرستان سرباز، بخش پیشین، دهستان جکیگور، ۲ کیلومتری جنوب روستای گنج‌آباد واقع شده و این اثر در تاریخ ۲ مرداد ۱۳۸۷ با شمارهٔ ثبت ۲۳۰۷۹ به‌عنوان یکی از آثار ملی ایران به ثبت رسیده است.